# Coupe du monde de saut à ski 1988-1989
Navigation
Édition précédente Édition suivante
L'édition 1988/1989 de la coupe du monde de saut à ski est une compétition sportive internationale rassemblant les meilleurs athlètes mondiaux pratiquant le saut à ski. Elle s'est déroulée entre le 3 décembre 1988 et le 26 mars 1989 et a été remportée par le Suédois Jan Boklöv suivi de l'Allemand de l'est Jens Weißflog et de l'Allemand de l'ouest Dieter Thoma.

## Classement général
| Rang | Nom                  | Pays                 | Points |
| ---- | -------------------- | -------------------- | ------ |
| 1    | Jan Boklöv           | Suède                | 247    |
| 2    | Jens Weissflog       | Allemagne de l'Est   | 192    |
| 3    | Dieter Thoma         | Allemagne de l'Ouest | 167    |
| 4    | Ole Gunnar Fidjestøl | Norvège              | 145    |
| 5    | Ari-Pekka Nikkola    | Finlande             | 136    |
| 6    | Jon Inge Kjørum      | Norvège              | 133    |
| 7    | Risto Laakkonen      | Finlande             | 132    |
| 8    | Ernst Vettori        | Autriche             | 125    |
| 9    | Matti Nykänen        | Finlande             | 106    |
| 10   | Josef Heumann        | Allemagne de l'Ouest | 84     |

## Résultats
| Date       | Lieu                   | Vainqueur             | Deuxième              | Troisième          |
| ---------- | ---------------------- | --------------------- | --------------------- | ------------------ |
| 3.12.1988  | Thunder Bay            | Dieter Thoma          | Risto Laakkonen       | Matti Nykanen      |
| 4.12.1988  | Thunder Bay            | Risto Laakkonen       | Erik Johnsen          | Dieter Thoma       |
| 10.12.1988 | Lake Placid            | Jan Boklöv            | Ernst Vettori         | Pekka Suorsa       |
| 11.12.1988 | Lake Placid            | Vegard Opaas          | Ernst Vettori         | Thomas Klauser     |
| 17.12.1988 | Sapporo                | Matti Nykanen         | Dieter Thoma          | Clas Brede Bråthen |
| 18.12.1988 | Sapporo                | Jan Boklöv            | Ari-Pekka Nikkola     | Matti Nykanen      |
| 30.12.1988 | Oberstdorf             | Dieter Thoma          | Risto Laakkonen       | Matti Nykanen      |
| 1.1.1989   | Garmisch-Partenkirchen | Matti Nykanen         | Jens Weißflog         | Risto Laakkonen    |
| 4.1.1989   | Innsbruck              | Jan Boklöv            | Ari-Pekka Nikkola     | Jens Weißflog      |
| 6.1.1989   | Bischofshofen          | Mike Holland          | Ari-Pekka Nikkola     | Jan Boklöv         |
| 14.1.1989  | Liberec                | Jon Inge Kjørum       | Pavel Ploc            | Ari-Pekka Nikkola  |
| 15.1.1989  | Harrachov              | Jan Boklöv            | Risto Laakkonen       | Ladislav Dluhos    |
| 21.1.1989  | Oberhof                | Ole Gunnar Fidjestoel | Jens Weißflog         | Ingo Züchner       |
| 22.1.1989  | Oberhof                | Jens Weißflog         | Ole Gunnar Fidjestoel | Jon Inge Kjørum    |
| 28.1.1989  | Chamonix               | Jan Boklöv            | Roberto Cecon         | Josef Heumann      |
| 2.3.1989   | Bærum                  | Concours annulé       | Concours annulé       | Concours annulé    |
| 5.3.1989   | Oslo                   | Jens Weißflog         | Jon Inge Kjørum       | Kent Johanssen     |
| 8.3.1989   | Örnsköldsvik           | Jens Weißflog         | Ari-Pekka Nikkola     | Jan Boklöv         |
| 12.3.1989  | Falun                  | Concours annulé       | Concours annulé       | Concours annulé    |
| 18.3.1989  | Harrachov              | Concours annulé       | Concours annulé       | Concours annulé    |
| 19.3.1989  | Harrachov              | Ole Gunnar Fidjestoel | Mike Holland          | Jan Boklöv         |
| 25.3.1989  | Planica                | Jens Weißflog         | Andreas Felder        | Ari-Pekka Nikkola  |
| 26.3.1989  | Planica                | Jens Weißflog         | Kent Johanssen        | Andreas Felder     |

## Liens & Sources
Résultats Officiels FIS